# Глотовы
Глотовы — древний русский дворянский род.
Род рано разделился на отдельные ветви:
1. Потомки Фёдора Ивановича Глотова и его сыновей, служивших по Рыльску (1608), записаны в VI части дворянских родословных книг Тульской, Орловской и Воронежской губерний Российской империи[1].
2. Родоначальник — Степан Глотов (1599), записаны в VI часть родословной книги Санкт-Петербургской губернии[1].
3. Потомки Николая и Якова Васильевичей Глотовых. Записаны в VI часть родословной книги Смоленской губернии губернским дворянским депутатским собранием[1].
4. Потомки Фёдора Глотова. Записаны в VI часть родословной книги Смоленской губернии[1].

Есть ещё целый ряд дворянских родов этой фамилии более позднего происхождения. Согласно ЭСБЕ, При Петре Великом многие Глотовы «поступили в однодворцы; оставшиеся же в дворянах или возвратившие себе впоследствии дворянство службой».

## История рода
Андрей и Фёдор Владимировичи владели вотчинами (1495). Иван Юрьевич владел поместьем в Деревской пятине (1495). В конце XV столетия Андрей Иванович, Гридя Семёнович и Лука Глотовы владели поместьями в Шелонской пятине.
Борис Григорьевич и Алфим Борисович владели поместьями в Шелонской пятине (1539). Дети боярские Пятый и Василий упомянуты (1540). Иван Андреевич выборный голова Залесской половины Шелонской пятины (1562). Досифей Глотов келарь Суздальского Ефимьева монастыря (1567). Курбат и Меньшик Васильевы дети Глотова пожалованы деревней Елемна в Дремецком погосте Шелонской пятины (1568), поручились по  князю И.Ф. Мстиславскому (1571). Истома Трофимович владел поместьем в Орловском уезде (1594). Пётр Меньшой Глотов женат (1595) на Марии Семёновне (урождённая княжна Елецкая).
Фёдор Иванович и Кирилл Глотов получили от Сигизмунда III грамоты на поместья в Брянском уезде (1610), первый из них служил по Смоленску и был головою в одном из острожков (1614), написан в Брянской десятне с окладом в 750 четей (1631). Пётр Семёнович вёрстан новичным окладом по Новосилю (1628), сотенный голова у новосильцев и чернян (1632). Жилец Семён Трофимович жалован вотчиной (1686), стряпчий (1692).
Шесть представителей рода владели населёнными имениями (1699).

## Описание герба
В щите, имеющем золотое поле изображено пальмовое дерево.
Щит увенчан дворянскими шлемом и короной. Нашлемник: три страусовых пера. Намёт на щите золотой, подложенный зелёным. Щитодержатели: два льва. Герб рода был записан в Часть VIII Общего гербовника дворянских родов Всероссийской империи, страница 76.

## Известные представители
- Глотов, Александр Яковлевич (1779—1825) — русский писатель[7].
- Глотов, Пётр Петрович (1827—1888) — генерал-лейтенант, директор Михайловского Воронежского кадетского корпуса[8].